# One-Shot-Video
Ein One-Shot-Video (englisch one ‚eins‘ und shot ‚Aufnahme‘), auch One-Cut-Video (engl. cut ‚Schnitt‘) oder One-Take-Video, ist ein Video, bei dem sich die Handlung als eine einzige zusammenhängende Szene in Echtzeit abspielt.

## Beschreibung
Ein One-Shot-Video ist ein Video, das in einer einzigen Einstellung am Stück gedreht wurde. Es gibt keine Schnitte. One-Shot-Videos werden oft als Kamerafahrt gedreht.
Ein One-Cut-Video ist ein Video, das so produziert wurde, dass es wie ein One-Shot-Video erscheint, allerdings aus mehreren Szenen zusammengesetzt ist, die auf eine Art und Weise nachbearbeitet werden, dass lediglich kein Filmschnitt oder Szenenübergang mehr erkennbar ist. Es ist umstritten, ob diese Videos noch als One-Cut-Videos bezeichnet werden sollten.

## Beispiele

### One-Shot-Filme
- Timecode (2000)
- Russian Ark – Eine Zeitreise durch die Eremitage (2002; 96 Minuten) wurde mit einer Steadicam gedreht.
- One Shot (Linda Wendel; 2008; 78 Minuten)[3]
- Victoria (Sebastian Schipper; 2015; 140 Minuten)
- One Shot Left (Manuel Vogel; 2017; 90 Minuten), der erste Actionfilm, der ohne einen einzigen Schnitt gedreht wurde. Zu diesem Film gibt es ein Live-Making-of aus der Perspektive des Regisseurs.[4]
- One Cut of the Dead (2017), der japanische Zombiefilm beginnt mit einer 37-minütigen One-Cut-Sequenz und handelt davon, wie eine Filmcrew diesen Film angeblich abdreht.[5]
- Lost in London, Drehbuch, Regie und Hauptdarsteller Woody Harrelson (103  Minuten, am 19. Januar 2017 produziert und live in ausgewählten Kinos übertragen)[6]
- Tatort: Die Musik stirbt zuletzt (2018)
- Utøya 22. Juli (Erik Poppe; 2018; 90 Minuten), Spielfilm über das Massaker vom 22. Juli 2011 auf der Insel Utøya.[7]
- Ass im Ärmel (2019)[8]
- Limbo (2019)
- Lichter der Stadt (Malte Wirtz; 2020; 101 Minuten)
- Yes, Chef! (Philip Barantini; 2021; 92 Minuten)
- Adolescence (2025) Miniserie in 4 One-Shot Teilen

### One-Shot-Musikvideos
- Bob Dylan – Subterranean Homesick Blues, 1965
- Split Enz – Message to My Girl, 1984
- Shakatak – Down On The Street, 1984
- Tommy Shaw – Girls With Guns, 1984
- John Fogerty – The Old Man Down The Road, 1985
- Peter Gabriel & Kate Bush – Don’t Give Up, 1986[9]
- Pixies – Velouria, 1990
- Vaya Con Dios – Nah Neh Nah, 1990
- Massive Attack – Unfinished Sympathy, 1991 (Regie: Baillie Walsh)
- Primus – Mr. Krinkle, 1993
- U2 – Numb, 1993
- Die Krupps – To The Hilt, 1994
- Nine Inch Nails – March of the Pigs, 1994
- Tom Petty – You Don’t Know How It Feels, 1994
- Lisa Loeb – Stay (I Missed You), 1994
- Weezer – Undone – The Sweater Song, 1994 (Regie: Spike Jonze)
- Wax – California, 1995 (Regie: Spike Jonze)
- Madonna – Love Don’t Live Here Anymore, 1996 (Regie: Jean-Baptiste Mondino)
- Ben Folds Five – Kate, 1997
- Freundeskreis – Wenn der Vorhang fällt, 1997
- Green Day – Redundant, 1997
- The Tea Party – Babylon, 1997
- Tic Tac Toe – Bitte küss' mich nicht, 1997
- Eagle-Eye Cherry – Save Tonight, 1997
- Smashing Pumpkins – Ava Adore, 1999
- Daft Punk – Fresh, 1999
- D’Angelo – Untitled (How Does It Feel), 2000
- Coldplay – Yellow, 2000
- Green Day – Macy’s Day Parade, 2001
- Hawksley Workman – Jealous of Your Cigarette, 2001
- R.E.M. – Imitation of Life, 2001
- Kylie Minogue – Come Into My World, 2001
- Radiohead – Knives Out, 2001
- Utada Hikaru – Hikari, 2002
- Ayumi Hamasaki – Daybreak, 2003
- Ayumi Hamasaki – Heaven, 2003
- Christina Aguilera – The Voice Within, 2003
- Gary Jules – Mad World, 2004
- Alanis Morissette – Everything, 2004
- Jack Johnson – Sitting, Waiting, Wishing, 2005
- Wir sind Helden – Nur ein Wort, 2005 (vorwärts und rückwärts)
- Sandi Thom – I Wish I Was a Punk Rocker, 2005
- Gimma – Superschwiizer, 2006
- OK Go – Here It Goes Again, 2006
- Dilated Peoples – Back Again, 2006
- Feist – My Moon My Man, 2007
- Feist – 1234, 2007
- Kaiser Chiefs – Love’s Not a Competition (But I’m Winning), 2007
- Linkin Park – Bleed It Out, 2007
- The Matches – Salty Eyes, 2007
- Melanie C – The Moment You Believe, 2007
- Miley Cyrus – Start All Over, 2007
- Spoon – Underdog, 2007
- The Weakerthans – Civil Twilight, 2007
- Bushido – Reich mir nicht deine Hand, 2007
- Duffy – Warwick Avenue, 2008
- Feist – I Feel It All, 2008
- Janet Jackson – Rock with U, 2008
- The Last Shadow Puppets – Standing Next to Me, 2008
- Vampire Weekend – A-Punk, 2008
- Vampire Weekend – Oxford Comma, 2008
- The Vines – He’s a Rocker, 2008
- Philipp Poisel – Mit jedem deiner Fehler, 2008
- LaBrassBanda – Autobahn, 2008
- Tanz Baby! – Nur du, 2009
- Metric – Gimme Sympathy, 2009
- Myriam Fares – Ayam El Shety, 2009
- Make The Girl Dance – Baby Baby Baby, 2009
- OK Go – WTF, 2009
- Air – So Light Is Her Footfall, 2010
- Erykah Badu – Window Seat, 2010
- OK Go – White Knuckles, 2010
- Itchy Poopzkid – Down Down Down, 2011
- Bruno Mars – The Lazy Song, 2011
- Silbermond – Ja, 2012 (Regie: Daniel Siegler)
- Nerina Pallot – Put Your Hands Up, 2012
- TOS – Beings, 2012
- Taylor Swift – We Are Never Ever Getting Back Together, 2012
- Sia – Chandelier, 2013
- Kiesza – Hideaway, 2014
- Weird Al Yankovic – Tacky, 2014
- DelaDap – Listen Up, 2014
- Dimitri Vegas & Like Mike & Moguai – Body Talk (Mammoth), 2014
- Jan Böhmermann und Dendemann – Abenteuerland, 2015
- Namie Amuro – Birthday, 2015
- Sam Smith – Lay Me Down, 2015
- BTS – Save Me, 2016
- Sido – Papa ist da, 2016
- Faber – Wem du's heute kannst besorgen, 2017
- Justin Timberlake feat. Chris Stapleton – Say Something, 2018
- Tarek K.I.Z – Kaputt wie ich, 2019

### One-Cut-Filme
- Alfred Hitchcocks Film Cocktail für eine Leiche (1948) ist im Stil eines schnittlosen Handlungsablaufs, tatsächlich aber mit wenigen Schnitten gedreht.
- Die 2014 produzierte US-amerikanische schwarze Komödie Birdman oder (Die unverhoffte Macht der Ahnungslosigkeit) wirkt über weite Strecken wie eine einzige Plansequenz, indem die wenigen Schnitte durch digitale Bearbeitung versteckt wurden.[10] Der Film erhielt vier Oscars, darunter den für die beste Regie, die beste Kamera und den besten Film.
- Der Ende 2019 erschienene und mit drei Oscars (u. a. Beste Kamera) ausgezeichnete Kriegsfilm 1917 (110 Minuten) unter der Regie von Sam Mendes, Schnitt von Lee Smith und Kamera von Roger Deakins wurde so konzipiert, dass er wie ein One Shot wirkt. Er besteht aus minutenlangen Plansequenzen, die unter anderem mit Schwarzblenden, Explosionen und Kameraschwenks zusammengeschnitten worden sind.
- The Collapse (im Original L'Effondrement) ist eine französische Endzeitminiserie aus dem Jahr 2019 deren einzelne Folgen aus One-Cut-Filmen bestehen.

### One-Cut-Musikvideos
- Herz über Kopf von Joris
- Rewind von Cylob
- Virtual Insanity von Jamiroquai
- Wannabe von den Spice Girls
- Yellow von Coldplay
- Numb von U2
- Sweetest Thing von U2
- Protection von Massive Attack
- I Wanna Be Sedated von den Ramones
- The Voice Within von Christina Aguilera
- Es kommt ein Schiff von Tele
- Henry Lee von PJ Harvey und Nick Cave
- Open Your Eyes von Snow Patrol (Ausschnitt aus dem Kurzfilm C’était un rendez-vous des französischen Regisseurs Claude Lelouch)
- Nur ein Wort von Wir sind Helden
- Zum König geboren von Marteria
- The Denial Twist von den White Stripes
- Come into My World von Kylie Minogue
- Bleed It Out von Linkin Park
- When I Think of You von Janet Jackson
- You don't understand von Pablo Nouvelle
- Auf beiden Beinen von Lotte
- The next Rap God von
- Garden of Eden von Guns n' Roses